# کلاته قرو
کلاته قرو، روستایی از توابع بخش مرکزی شهرستان قوچان در استان خراسان رضوی ایران است.

## جمعیت
این روستا در دهستان قوچان عتیق قرار دارد و براساس سرشماری مرکز آمار ایران در سال ۱۳۸۵، جمعیت آن زیر سه خانوار بوده‌است.